# Búsqueda y rescate de combate

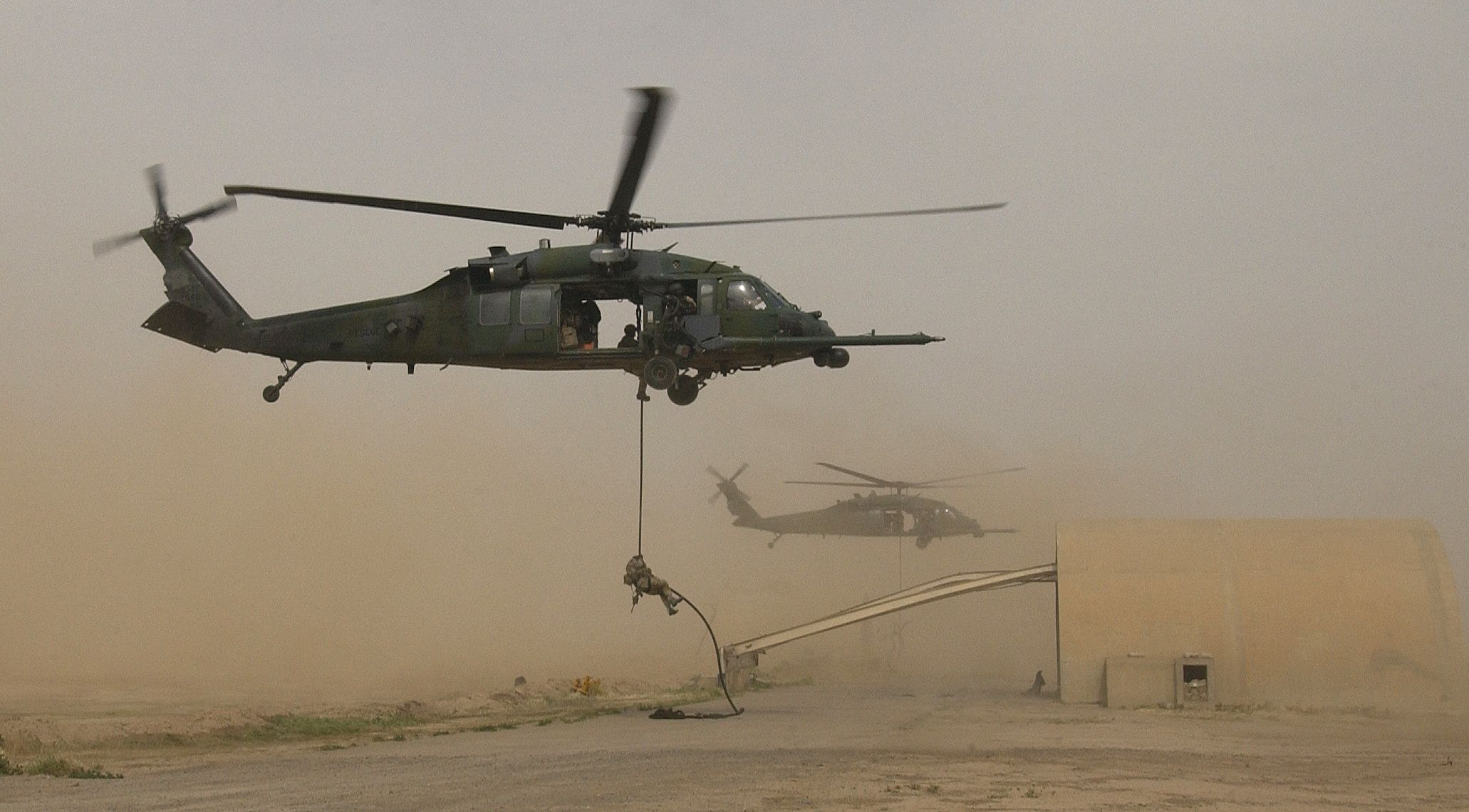
Un helicóptero CSAR HH-60G Pave Hawk de la Fuerza Aérea de los Estados Unidos en Irak.

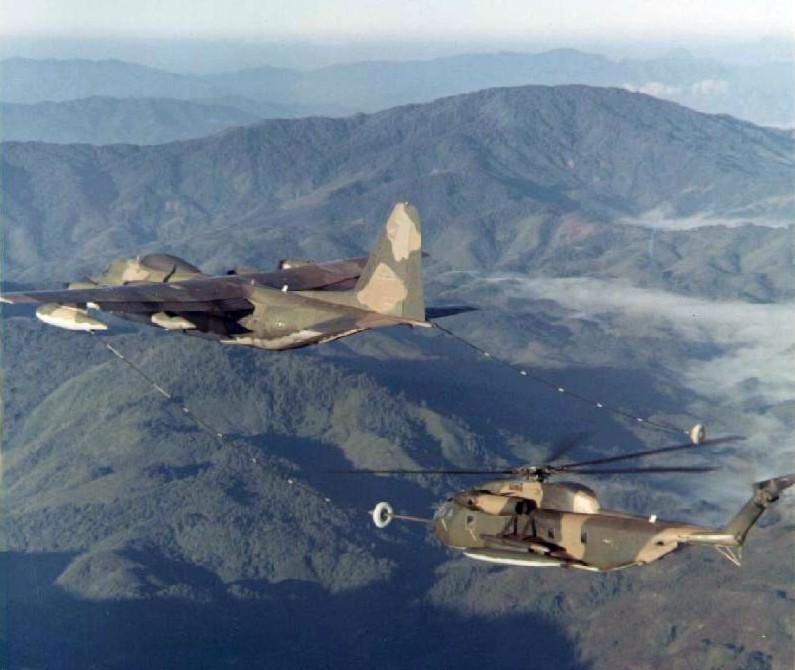
Un helicóptero HH-53B siendo reabastecido en vuelo por un avión HC-130P Hercules sobre Vietnam del Norte, 1969-1970.

Búsqueda y rescate de combate, o CSAR por sus siglas en inglés (Combat Search and Rescue), es una operación aérea de salvamento similar a búsqueda y rescate (SAR) pero que se realiza en condiciones de combate durante una guerra, como el rescate de pilotos derribados en territorio enemigo, para estas misiones las aeronaves cuentan con armamento defensivo como ametralladoras, y elementos de protección como blindajes, contramedidas electrónicas, chaff y bengalas.

## Aeronaves
Ejemplos de helicópteros dedicados a búsqueda y rescate de combate: 
- Sikorsky HH-3E "Jolly Green Giant"
- Sikorsky HH-60 Pave Hawk
- Boeing MH-47 Chinook
- Sikorsky MH-53 Pave Low
- Eurocopter AS 535 Cougar
- Sikorsky HH-60H Seahawk
- Bell UH-1 Iroquois y Bell 412
- AgustaWestland CH-149 Cormorant

Aviones:
- Lockheed HC-130P/N